# Greatest Hits (album, Thalía)
Greatest Hits je kompilace největších hitů Thalíe z let 1994-2004.

## Seznam písní

### CD
1. „Piel Morena“ – 4:44
2. „María la del Barrio“ – 3:56
3. „Amor a la Mexicana“ – 4:24
4. „Mujer Latina“ – 3:37
5. „Rosalinda“ – 3:52
6. „Arrasando“ – 4:00
7. „Regresa a Mi“ – 4:29
8. „Entre El Mar Y Una Estrella“ – 3:45
9. „Tú y Yo“ – 3:43
10. „No Me Enseñaste“ – 4:28
11. „¿A Quién le Importa?“ – 3:44
12. „I Want You/Me Pones Sexy|Me Pones Sexy“ (featuring Fat Joe) – 3:47
13. „Cerca de Ti“ – 3:58
14. „Toda la Felicidad“ – 3:16
15. „Cuando Tú Me Tocas“ – 3:53
16. „Acción y Reacción“ – 3:58

### DVD
1. „Piel Morena“ – 5:01
2. „Gracias a Dios“ – 3:59
3. „Amándote“ – 3:51
4. „Por Amor“ – 3:56
5. „Amor a la Mexicana“ – 4:25
6. „Mujer Latina“ – 3:36
7. „Arrasando“ – 4:03
8. „Regresa a Mí“ – 3:54
9. „Entre el Mar y una Estrella“ – 3:45
10. „Reencarnación“ – 4:07
11. „Amor a la Mexicana“ [Emilio Banda Remix] – 3:57
12. „Tú y Yo“ – 3:43
13. „No Me Enseñaste“ – 4:20
14. „¿A Quién le Importa?“ – 3:46
15. „Me Pones Sexy“ (featuring Fat Joe) – 3:43
16. „Baby, I'm in Love“ – 3:55